# Ryohei Koike
Ryohei Koike (født 24. august 1980) er en tidligere japansk fodboldspiller.
Han har spillet for flere forskellige klubber i sin karriere, herunder Oita Trinita.